# Microdaceton tibialis

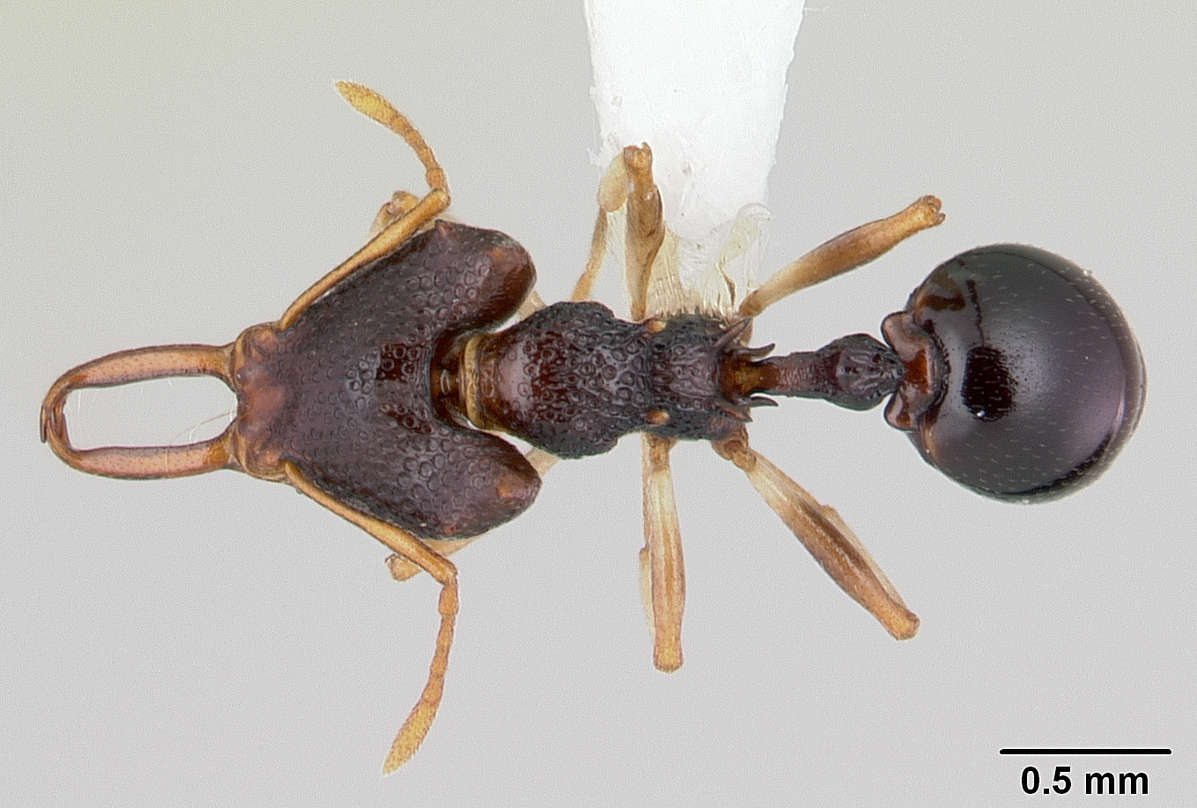
Microdaceton tibialis, вид сверху

Microdaceton tibialis  (лат.)— вид тропических муравьёв рода Microdaceton трибы Attini (ранее в Dacetini) из подсемейства Myrmicinae (Formicidae).

## Распространение
Афротропика: Западная и Центральная Африка (Гана, Берег Слоновой Кости, Заир).

## Описание
Мелкого размера, длиной около 3,2—3,8 мм. Окраска чёрная или черновато-коричневая. Длина головы 0,88—0,98 мм (ширина — 0,80—0,90 мм). Голова сердцевидная с длинными мандибулами, заканчивающимися 3 апикальными зубцами и раскрывающимися на 170 градусов. Жвалы сравнительно длиннее (процентное соотношение длин жвал и головы MI = 63—69), чем у других видов рода (у Microdaceton exornatum  MI =55—61). Скапус также сравнительно длиннее (процентное соотношение длин скапуса и головы SI = 75—81), чем у других видов рода (у Microdaceton exornatum  SI =66—70). Усиковые бороздки на голове отсутствуют. Усики 6-члениковые, нижнечелюстные щупики состоят из 3, а нижнегубные из 2 члеников. Специализированные охотники на коллембол. Типовой вид рода Microdaceton, включённого в общую родовую группу вместе с австралийскими родами Colobostruma, Mesostruma и Epopostruma). Ранее, внутри трибы Dacetini (позднее Daceton genus-group в составе Attini) эта группа известна как подтриба Epopostrumiti.

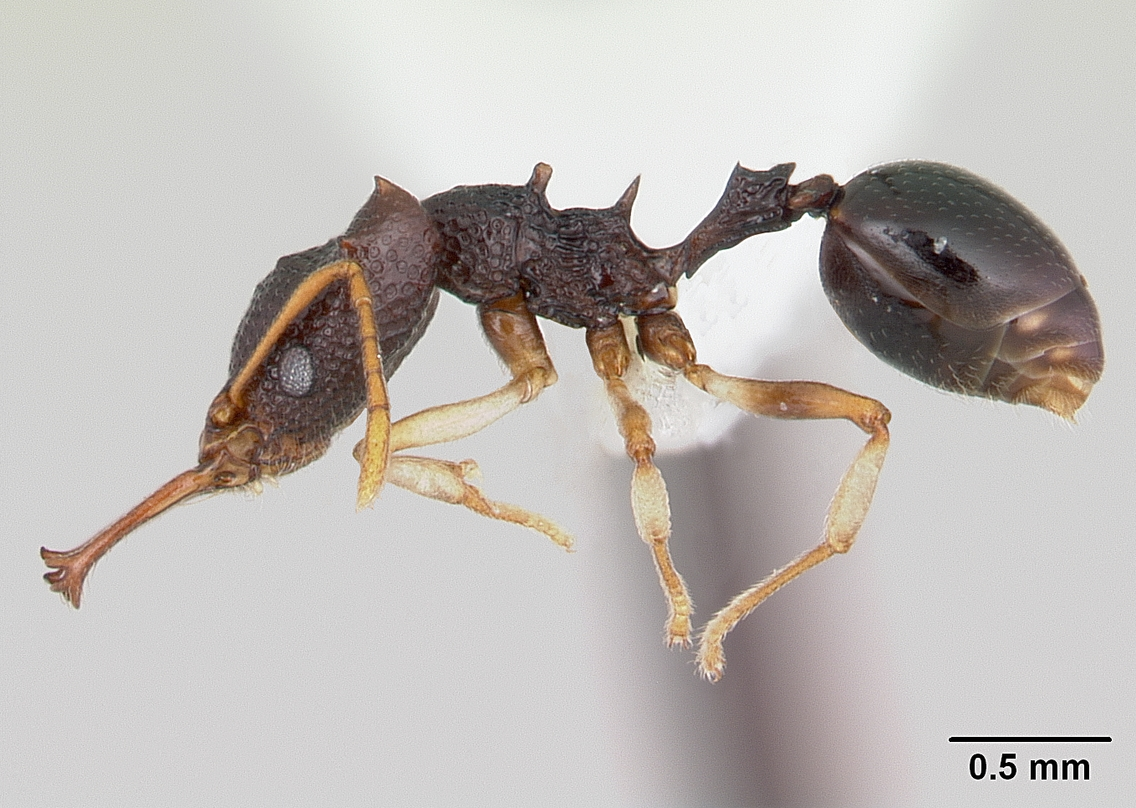
Microdaceton tibialis, вид сбоку